# R. Gregg Cherry

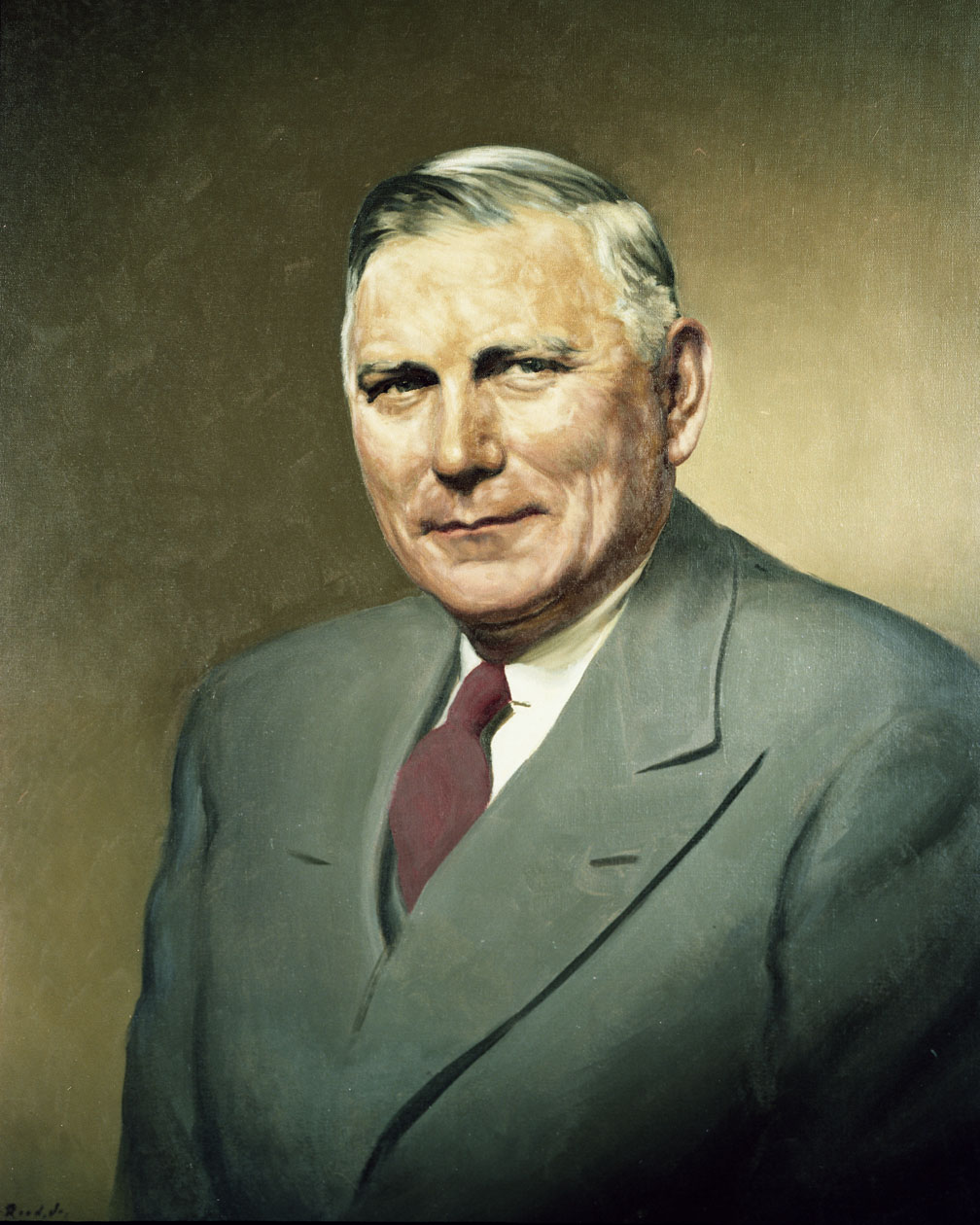
R. Gregg Cherry

Robert Gregg Cherry (* 17. Oktober 1891 in Catawba Junction, York County, South Carolina; † 25. Juni 1957 in Gastonia, North Carolina) war ein US-amerikanischer Politiker und der 61. Gouverneur des Bundesstaates North Carolina.

## Frühe Jahre und politischer Aufstieg
Gregg Cherry besuchte die Gastonia High School und die Duke University, an der er Jura studierte. Er nahm aktiv als Captain am Ersten Weltkrieg teil und kämpfte in Frankreich. Nach Kriegsende begann er eine politische Laufbahn. Zwischen 1919 und 1923 war er Bürgermeister von Gastonia. Zwischen 1931 und 1940 saß er als Abgeordneter der Demokratischen Partei im Repräsentantenhaus von North Carolina. Im Jahr 1940 war er Speaker dieser Parlamentskammer. Zwischen 1937 und 1940 hatte er die Position des Parteichefs der Demokraten in North Carolina inne. Von 1941 bis 1943 gehörte er dem Senat von North Carolina an. Seine Partei nominierte ihn für die Gouverneurswahlen des Jahres 1944, die er mit 69,6 Prozent der Stimmen gegen den Republikaner Frank C. Patton für sich entschied.

## Gouverneur von North Carolina
Nach der gewonnenen Wahl trat Cherry sein Amt als Gouverneur am 4. Januar 1945 an. Seine Amtszeit endete vier Jahre später am 6. Januar 1949. Zu Beginn seiner Amtszeit befanden sich die USA noch mitten im Zweiten Weltkrieg, der erst im September 1945 mit der japanischen Kapitulation enden sollte. Aufgrund des Krieges gab es in North Carolina eine Verknappung an Arbeitskräften. Nach dem Ende des Krieges musste der Gouverneur den Staat wieder auf die normalen Bedürfnisse in Friedenszeiten zurückführen. Er setzte sich für den Ausbau des Straßennetzes ein, erhöhte den Bildungsetat sowie die Gehälter der im öffentlichen Dienst beschäftigten Beamten und Lehrer. Außerdem wurden die psychiatrischen Krankenhäuser des Staates besser ausgestattet.
Nach Ablauf seiner Amtszeit nahm Cherry eine Tätigkeit als Rechtsanwalt auf. Außerdem war er Kurator der University of North Carolina und der Duke University. Gregg Cherry starb im Juni 1957. Er war mit Mildred Stafford verheiratet.